# Дрымбэ, Йонел
Йонел Александру Дрымбэ (рум. Ionel Alexandru Drîmbă, 18 марта 1942 — 20 февраля 2006) — румынский фехтовальщик, чемпион мира и Олимпийских игр. Заслуженный мастер спорта Румынии (1967).

## Биография
Родился в 1942 году в Тимишоаре.
Фехтованием занялся в 8-летнем возрасте, уже в 13-летнем возрасте соревновался со взрослыми, а в 16-летнем вошёл в национальную сборную. В 1960 и 1963 годах становился серебряным призёром чемпионата мира среди юниоров. В 1960 году принял участие в Олимпийских играх в Риме, но не завоевал медалей.
В 1964 году стал чемпионом Румынии в фехтовании на саблях и в фехтовании на рапирах, но на Олимпийских играх в Токио опять не смог завоевать медалей. В 1967 году стал чемпионом мира в составе команды, а в 1968 году на Олимпийских играх в Мехико стал чемпионом в личном первенстве. В 1968 и 1969 годах был чемпионом Румынии в фехтовании на рапирах. В 1969 году на чемпионате мира завоевал бронзовую медаль в составе команды.
После этого эмигрировал на Запад, жил в ФРГ, США, Венесуэле, Бразилии. В 1996 году временно вернулся в Румынию и попытался претендовать на пост главы Олимпийского комитета Румынии, но неудачно.
Был женат несколько раз; одной из его жён была фехтовальщица Иляна Дюлай.